# Mina Crandall Canyon
La Mina Crandall Canyon, anteriormente conocida como Mina Genwal, es una mina de carbón subterránea localizada en el noroeste del Condado de Emery, Utah, Estados Unidos. El lunes 6 de agosto de 2007 a las 2:48 AM MDT ocurrió un derrumbe en su interior, atrapando a seis trabajadores.

## Localización
La Mina Crandall Canyon está localizada en las coordenadas 39°27′36″N 111°10′03″O / 39.46000, -111.16750 con su entrada a una elevación de 2,251 m s. n. m. Forma parte del Condado de Emery, Utah, ubicada a unos 24 kilómetros al oesnoroeste de la ciudad de Hungtington, la más grande del condado. Junto a la mina cruza la Ruta estatal 31 de Utah, por la que se encuentra a 55 kilómetros al suroeste de Fairview y 225 kilómetros al sur de Salt Lake City, la capital del estado. El área autorizada para la explotación de la mina tiene una extensión de 2,023 hectáreas que se extiende por tierras tanto estatales como federales. El Bosque Nacional Manti-La Sal rodea el complejo minero, cuya tierra utilizada es superficie abarca 4 hectáreas.

## Propiedad y operación
La mina es propiedad de UtahAmerican Energy (anteriormente Andalex Resources) una compañ+ia con ventas anuales aproximadas de US$ 65.1 millones y con sus oficinas centrales en Sandy, Utah. UtahAmerican es a su vez subsidiaria de Murray Energy Corporation, dirigida desde Cleveland, Ohio y propiedad de Robert E. Murray. La mina de Crandall Canyon es operada por Genwal Resources Inc., la división operativa de UtahAmerican.

## Historia
De noviembre de 1939 a septiembre de 1955 la explotación minera fue realizada siguiente el método denominado como room and pillar. En 1983 la Genwal Coal Company reasumió la explotación de la mina, que a ese año producía de 100,000 a 230,000 toneladas de carbón al año. 
Genwal Resources, Inc., adquirió la mina en 1995 y realizó obras que duplicaron la capacidad de producción de la misma y dos años después se realizaron otras, por las que la mina alcanzó una tasa de producción de 3.5 millones de toneladas de carbón al año. Esto implicó la construcción de muchas nuevas instalaciones, así como para cumplir con los estándares de seguridad exigidos.

### Condiciones de seguridad
En 2006 la mina fue mencionada por violar numerosas disposiciones de seguridad entre las que estaban el no tener suficientes rutas de evacuación, así como tener como común la práctica de explotar también los "pilares" que formados por el mismo material carbonífero, sirven para poder sostener los techos de los túneles de la mina.

## Derrumbe
A las 2:48 AM (MDT) del lunes 6 de agosto de 2007 ocurrió un derrumbe en la mina que dejó atrapados en su interior a seis trabajadores, que según las investigaciones iniciales serían: Kerry Allred (50), Brandon Phillips (24), Erickson (50), Luis Hernández (23), Manuel Sánchez (41) y Carlos Payán (20s) estos tres últimos mexicanos originarios de los estados de Sinaloa y Chihuahua. Los trabajadores se encontraban aproximadamente a 5.5 kilómetros de la entrada de la mina y 457 metros de profundidad. El derrumbe provocó ondas sísmicas de una magnitud de 3.9 a 4.0 grados en la Escala de Richter que fueron registrados por los sismógrafos de la Universidad de Utah.

### Operaciones de rescate
Las labores de rescate tuvieron como prioridad inicial la perforación de un ducto que permitiera la entrada de oxígeno al área donde se encuentran atrapados los mineros, al terminarse de hacer, fue introducido por el mismo un micrófono para poder escuchar señales de vida, sin embargo, no fue captado ningún tipo de ruido, causando temor por el destino de los trabajadores.
El 10 de agosto los trabajadores de rescate lograron llegar el nivel donde se encuentran los atrapados, siendo su principal prioridad es poder averiguar el estado en que se encuentran los mineros atrapados así como hacerles llegar oxígeno y alimento, así mismo se he anunciado que se utilizaran microcámaras para ayudar al rescate. Estas fueron introducidas por un segundo túnel perforado el 11 de agosto, sin que se dieran señales de vida. El 12 de agosto fue perforado un tercer agujero con intención de detectar sonidos que pudieran dar señales de vida de los mineros, lo cual fue una vez más negativo, aunque se menciona que las condiciones en la mina podrían permitir la supervivencia por un periodo incluso de semanas. El 15 de agosto a través de la mencionada tercera perforación fueron captados sonidos de origen desconicido por un micrófono que fue introducido hacia el interior de la mina, lo cual renovó las esperanzas de que los trabajadores pudieran encontrarse aún con vida.
El 16 de agosto ocurrió un nuevo derrumbe que dejó como resultado inicial a cuatro mineros en operaciones de rescate heridos, las causas del derrumbe no fueron oficialmente confirmadas por las autoridades de la mina, pero se ha mencionado que habría sido a causa de una explosión generada por alta presión, los heridos fueron trasladados a hospitales en Salt Lake City, Provo y Price donde tres de ellos perdieron la vida a causa de las heridas recibidas, lo cual finalmente provocó la suspensión indefinida de las labores de rescate el 17 de agosto ante la falta de seguridad en el interior de la mina debido a las continuas sacudidas de la montaña.
El 18 de agosto se reanudaron los esfuerzos rescate, con la perforación de un cuarto agujero por el cual se intrudicirán micrófonos y cámaras con la intención de detectar señales de vida de los seis mineros atrapados.
Finalmente el 1 de septiembre fueron suspendidas definitivamente las labores de rescate ante la imposibilidad de ubicar el lugar donde se encuentran sepultados los mineros.